# 三橋貴風
三橋 貴風（みつはし きふう、1950年3月10日 - ）は東京都出身の尺八奏者。琴古流尺八大師範。琴古流尺八貴風会家元。日本音楽集団所属。洗足学園音楽大学教員。大阪音楽大学客員教授。

## プロフィール
尺八琴古流を佐々木操風に、普化尺八古典本曲を岡本竹外に師事。1972年NHK邦楽技能者育成会第17期を卒業し、日本音楽集団団員となる。1980年「三橋貴風・第1回尺八リサイタル」で文化庁芸術祭優秀賞。1991年、ＮＹカーネギーホールの100周年記念公演に若杉弘指揮東京都交響楽団と共に出演。2009年「三橋貴風尺八本曲空間曇陀羅恨(ハン)の軌跡」により文化庁芸術祭大賞を個人として受賞。
海外のオーケストラからのソリストとしての招聘も多く、海外及び国内でのリサイタルも150回を数える。普及用の合成樹脂製の尺八「NOBLE管」を開発、特許を取得。また「うちなー尺八」を開発し実用新案を取得。

## 受賞歴
- 1980年 文化庁芸術祭優秀賞
- 1991年 中島健蔵音楽賞
- 1992年 横浜文化賞奨励賞
- 2009年 文化庁芸術祭大賞
- 2010年 文化庁芸術選奨文部科学大臣賞
- 2011年 紫綬褒章[4]
- 2020年 旭日小綬章[5]